# Centhron
Centhron ist eine deutsche Aggrotech-Band.

## Geschichte
Die Band Centhron wurde 2001 von Elmar Schmidt (Gesang, Synthesizer und Programmierung) und Jörg Herrmann (Programmierung) gegründet, die 2002 die Demo-CD Melek Taus im Eigenverlag veröffentlichten und erste Konzerte mit Suicide Commando und Feindflug gaben. Elmar Schmidt, der ursprünglich im Death Metal ansässig war und unter anderem Schlagzeug und Klavier spielte, hatte zuvor bereits unter dem Namen Das Werk elektronische Musik produziert und 2000 das Album Sturmfänger produziert.
2003 erschien das erste Centhron-Album Lichtsucher bei Starfish Music. Die Band trat in Deutschland, Österreich, den Niederlanden, Belgien und Italien auf und spielte gemeinsam mit Bands wie Suicide Commando, SITD, KiEw, Xotox, Agonoize, Reaper, Psyclon Nine, Grendel, Soman und vielen weiteren. Die Liveband wurde um Melly Thies (Gesang), Stefan Thies (Bass) und Anette Schmidt (Live-Synthesizer) erweitert. 2006 erschien das zweite Album Gottwerk bei dem Label Final Dusk Records.

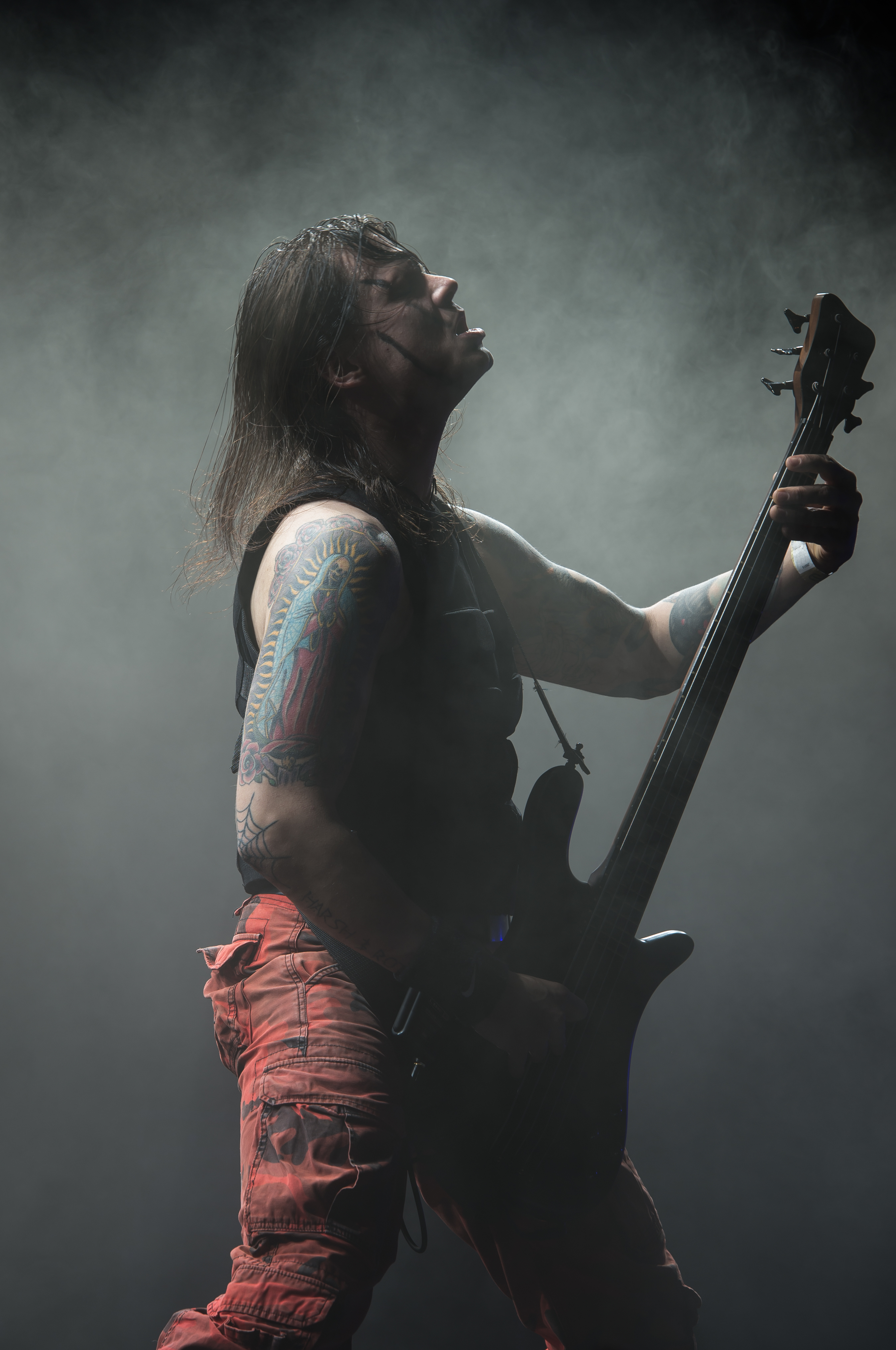
Markus Vogler (Bass) beim E-tropolis 2014

2009 veröffentlichte die Band das Album Roter Stern bei Scanner, einem Unterlabel von Dark Dimensions. Das Presswerk weigerte sich zunächst, die CD zu pressen, und begründete dies mit fragwürdigen Inhalten.
2011 erschien Dominator, ebenfalls bei Scanner. Bei der anschließenden Tour wurde die Band um den Bassisten Markus Vogler ergänzt. Centhron tourte gemeinsam mit Combichrist durch Europa und Russland. 2012 verließ Anette Schmidt die Band und wurde durch Sven Hegewald am Synthesizer und Louisa Hartwig als Sängerin ersetzt. Anette kehrte 2014 zu Centhron zurück, 2016 wurde ihre Position jedoch von Elmar Schmidts Ehefrau Sandra übernommen.
2013 wurde das Album Asgard veröffentlicht, das in den Liedtexten einen Schwerpunkt auf nordische Mythologie setzt. Das am 28. November 2014 veröffentlichte Album Biest und Allvater (veröffentlicht am 24. März 2017) schließen ebenfalls an diesen Themenkomplex an.
Am 23. November 2018 wurden die Alben Lichtsucher und Gottwerk in einer remasterten Version neu aufgelegt und beide mit drei bislang unveröffentlichten Liedern aus den jeweiligen Schaffensperioden versehen.
2019 wurde das Album Dystopia veröffentlicht; 2022 erschien der Nachfolger Fylgia.
Unterdessen reaktivierte Elmar Schmidt sein Vorgängerprojekt Das Werk, dessen Album Aeshma 2021 veröffentlicht wurde.
2023 erschien mit Einheit C ein Best-of-Album, dessen Songs komplett neu aufgenommen wurden und das außerdem den bisher lediglich als Single erschienenen Song Krampus inklusive verschiedener Remixe beinhaltete.
2024 verließ Markus Vogler die Band. Für ihn kehrte Stefan Thies am Bass zurück. Zusätzlich stieg Natalya Hegewald (Unterschicht / Grausame Töchter) am Synthesizer ein. Am 14. März 2025 wurde die Single Göttin als Vorbote für das kommende Album in einer limitierten Auflage von 150 Stück auf Vinyl veröffentlicht. Dem folgte das Album Liebe ist Krieg am 4. April 2025, welches – beeinflusst durch die Trennung von Elmar und Sandra Schmidt – ausschließlich Stücke über die verschiedenen Facetten von Liebe und Sex enthielt.

## Stil
Centhron bezeichnen ihren Stil als Harsh-Electro und Weiterentwicklung von EBM, der sich durch massive Basslines und eher geringfügige und immer wiederkehrende Melodien auszeichnet. Charakteristisch sind der dominante E-Bass im Offbeat sowie die Verwendung von Chören. Der Gesang bewegt sich zwischen Screaming und Shouting, wobei häufig elektronische Verzerrung zum Einsatz kommt. Gelegentlich werden Filmzitate oder gesprochene Textpassagen eingefügt. Inhaltlich beschäftigen sich die Songs vorwiegend mit Politik, Gewalt, Sex und – ab dem Release von Asgard – verstärkt mit der nordischen Mythologie. Vor allem die vulgäre Wortwahl in Songs wie „Cunt“ oder „Pornoqueen“ brachte immer wieder Kritik ein. Das Auftreten der Künstler in schwarzem Leder und Latex unterstreicht den Bezug zu SM-Praktiken.
Die Texte sind hauptsächlich in deutscher Sprache verfasst. Vereinzelte englischsprachige Songs waren auf den früheren Alben zu finden; seit Asgard wurden ausschließlich deutsche Lieder mit einzelnen englischen Passagen veröffentlicht.

## Diskografie

### Alben
- 2002: Melek Taus (Demo-CD)

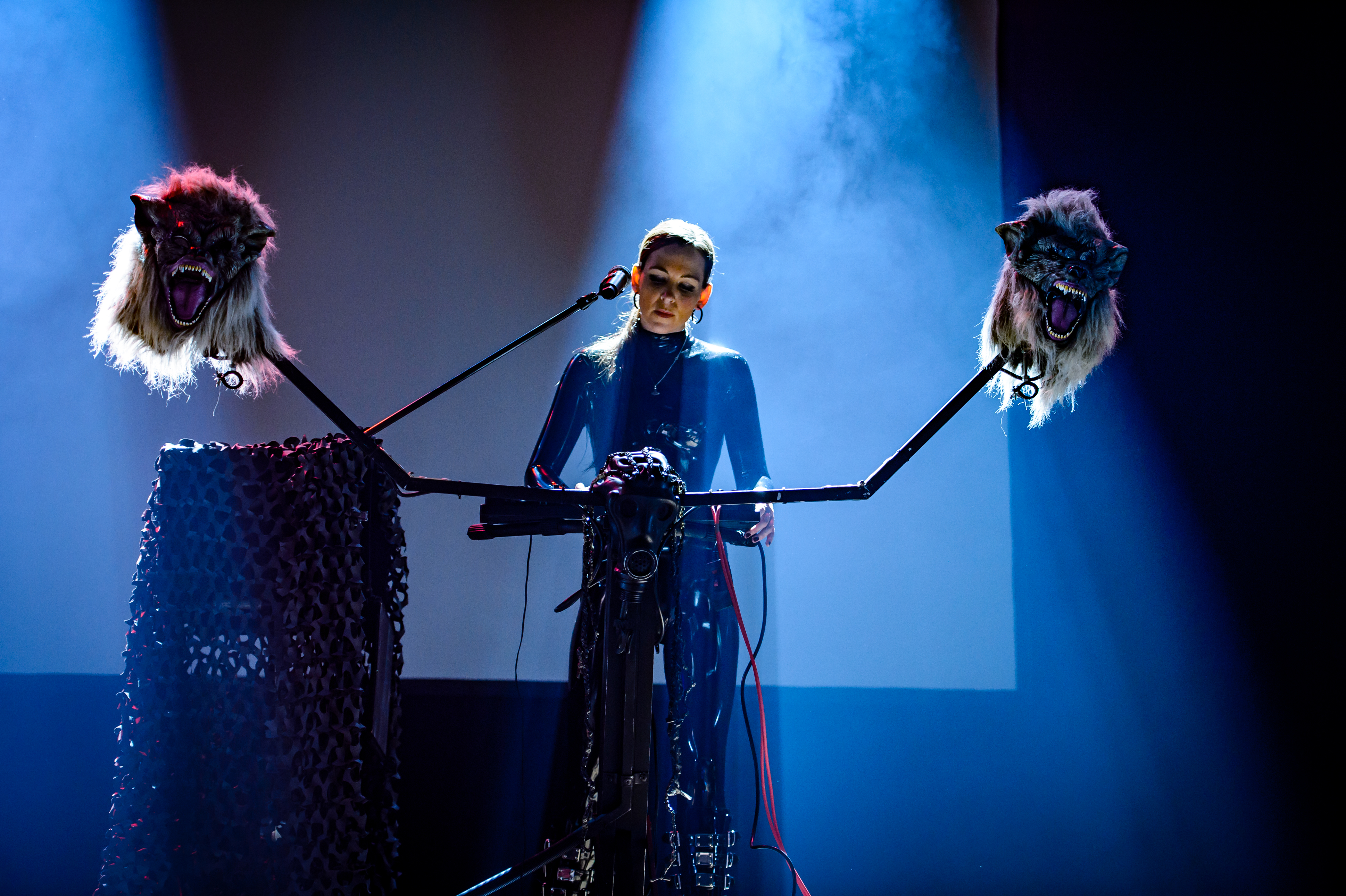
Sandra Schmidt (Synthesizer) beim E-Tropolis 2017 in Oberhausen

- 2003: Lichtsucher (Starfish Music)
- 2006: Gottwerk (Final Dusk Records)
- 2009: Roter Stern (Scanner, Dark Dimensions)
- 2011: Dominator (Scanner, Dark Dimensions)
- 2013: Asgard (Scanner, Dark Dimensions)
- 2014: Biest (Scanner, Dark Dimensions)
- 2017: Allvater (Scanner, Dark Dimensions)
- 2018: Lichtsucher V2 (Scanner, Dark Dimensions)
- 2018: Gottwerk V2 (Scanner, Dark Dimensions)
- 2019: Dystopia (Scanner, Dark Dimensions)
- 2022: Fylgja (Scanner, Dark Dimensions)
- 2023: Einheit C (Scanner, Dark Dimensions)
- 2025: Liebe ist Krieg (Scanner, Dark Dimensions)

### Singles
- 2018: Krampus (Scanner, Dark Dimensions)
- 2020: Krampus (Extended Version 2020) (Scanner, Dark Dimensions)
- 2021: Krampus (SynthAttack Remix) (Scanner, Dark Dimensions)
- 2022: Krampus (Intent:Outtake 2022 Remix) (Scanner, Dark Dimensions)
- 2023: Krampus (Rotersand RMX 2023) (Scanner, Dark Dimensions)
- 2024: Krampus (Reaper RMX 2024) (Scanner, Dark Dimensions)
- 2025: Göttin (Vinyl, limitiert auf 150 Stück) (Scanner, Dark Dimensions)

## Belege
1. ↑  Centhron – Roter Stern (Review und Kritik) auf dark-news.de, 17. Dezember 2013.
2. ↑  Centhron - Dominator (Review und Kritik). dark-news.de, 8. April 2011, abgerufen am 15. Juni 2013.
3. ↑  Centhron – Allvater  (CD-Review). In: Dark Music World. 1. April 2017 (darkmusicworld.de [abgerufen am 14. Januar 2018]).
4. ↑  Markus Schmitz: Centhron veröffentlichten vergriffene Alben neu › [U]selinks. (uselinks.de [abgerufen am 24. November 2018]).
5. ↑  Aeshma, by Das Werk. Abgerufen am 17. April 2025.
6. ↑  Einheit C, by Centhron. Abgerufen am 17. April 2025.
7. ↑  Heino Cunze-Fischer: CENTHRON - Liebe Ist Krieg. Abgerufen am 17. April 2025.